# Brendan Behan
Brendan Behan (Dublín, 9 de febrer de 1923 - 20 de març de 1964) va ser un dramaturg, poeta, escriptor irlandès, que va escriure en anglès i gaèlic. Va ser un republicà irlandès, militant actiu de l'IRA, per la qual cosa va ser empresonat durant vuit anys, defensor del gaèlic i socialista irlandès.

## Biografia
Brendan Behan va néixer al centre de Dublín el 9 de febrer de 1923 en el si d'una família de classe obrera, culta i republicana. La vida dels Behan es va moure entre la cultura i la militància política. El seu pare, Stephen, havia lluitat en la Guerra d'Independència Irlandesa, i la seva mare, Kathleen, era amiga personal de Michael Collins. Ambdós els llegien als seus fills literatura clàssica a les nits. El seu oncle, Peadar Kearney, va ser l'autor de la lletra de «La Cançó del Soldat» (Amhrán na bhFiann), l'himne nacional irlandès. El seu germà petit, Dominic, va tenir també èxit escrivint cançons com «The Patriot Game». El germà mitjà, Brian, a més d'actor i dramaturg, va ser un destacat sindicalista, primer activista polític comunista i després laborista (discrepant políticament amb Brendan, sobretot per la qüestió nacional).
Brendan va simultaniejar els seus inicis literaris amb la militància republicana: es va incorporar a la Fianna Éireann, l'organització juvenil propera a l'IRA, en la revista de la qual, Fianna: the Voice of Young Ireland, va publicar els seus primers poemes. El 1931 va ser l'escriptor més jove en publicar en l'Irish Press, amb el seu poema «Reply of Young Boy to Pro-English Versis».
Als 16 anys Brendan Behan es va unir a l'IRA, reclutat pel també escriptor Máirtín Ó Cadhain, i va embarcar cap a Anglaterra en una missió en solitari, no autoritzada, que pretenia volar el port de Liverpool. Va ser arrestat per possessió d'explosius i condemnat a tres anys en un reformatori. No va tornar a Irlanda fins al 1941. Aquesta experiència la va narrar en la seva autobiografia Borstal Boy (1958).
L'any 1942, mentre l'IRA emprenia la Campanya del Nord, Behan va ser jutjat per l'intent d'assassinat de dos policies a Dublín que havien acudit a la cerimònia commemorativa de l'aniversari de Theobald Wolfe Tone, pare del republicanisme irlandès. Condemnat a 14 anys de presó, va ser empresonat a la Presó de Mountjoy i a Curragh. Aquesta etapa la narra en el seu llibre pòstum Confessions of an Irish Rebel). Alliberat per l'amnistia de 1946, Behan va donar per acabada la seva militància armada als 23 anys, i tot i va abandonar l'IRA va mantenir-hi grans amics, com el futur cap de l'Estat Major Cathal Goulding, cosí seu.
Les experiències a la presó van ser la principal font d'inspiració de la seva obra literària. A Mountjoy va escriure la seva primera obra de teatre, The Landlady, i els seus primers relats curts, alguns dels quals van ser publicats en la revista literària irlandesa The Bell. Allí començà a escriure The Quare Fellow, basada en un company de captiveri condemnat a mort,. Behan també va aprendre la llengua irlandesa a la presó i, després del seu alliberament, va passar un temps a les Gaeltachtaí de Galway i del comtat de Kerry, on va començar a escriure poesia en gaèlic.
Durant aquest període va ser contractat pels Comissioners of Irish Lights, allà el responsable del far de Saint John's Point, Comtat de Down, recomanà el seu acomiadament, el va descriure com "el pitjor exemplar" que havia conegut en 30 anys de servei, i va afegir que mostrava "indiferència descuidada" i "cap respecte per la propietat".
Va viure a París en els anys 1950, on pensava perdre's per alliberar l'artista que portava dins. En aquesta època ja bevia en excés i segons algunes fonts va arribar a escriure pornografia per guanyar-se la vida .
De retorn a Irlanda, ja com a escriptor, matinava per treballar des de les set fins a les dotze, hora a la qual obrien els pubs. Col·laborava amb diversos periòdics, com l'Irish Times, i amb emissores de ràdio, que retransmetien la seva obra The Leaving Party. Va guanyar-se la reputació de bevedor empedreït, compartint taboles amb altres literats del seu temps, com Flann O’Brien, Patrick Kavanagh, Anthony Cronin i James Patrick Donleavy.
La sort de Behan va canviar el 1954 amb l'aparició de la seva obra The Quare Fellow, el seu principal èxit. Influïda pel seu temps a la presó, l'obra, originalment titulada The Twisting of Another Rope, narra les vicissituds de la vida carcerària fins a l'execució de the quare fellow, al qual mai no es veu. El diàleg és vívid i satíric, i revela al lector tota la podridura que envolta la pena de mort. Després de la seva estrena a Dublín, es va representar a Londres, on va ser aclamada, fet al qual va contribuir l'aparició de l'autor completament embríac en un programa de televisió, la qual cosa va captivar al públic anglès. Quan l'obra va arribar a Broadway, Behan va rebre el reconeixement internacional.
L'any 1957 va escriure en irlandès An Giall, on explica la detenció per part de l'IRA, en el Dublín de principis de 1950, d'un soldat britànic, pres com a ostatge amb motiu de l'execució ja programada d'un voluntari de l'IRA captiu a Irlanda del Nord. La història tracta sobre el cost humà de la guerra i del sofriment universal. A l'any següent el propi Behan n'escriuria la traducció a l'anglès, The Hostage.

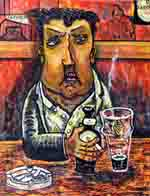
Brendan Behan vist per Brian Whelan

El 1958 publicà Borstal Boy, una novel·la autobiogràfica sobre el seu pas pel reformatori de Hollesley. De les seves pàgines emergeix una veu original en la literatura irlandesa, amb un llenguatge alhora amarg i delicat. S'hi troba un Behan que s'allunya de la violència: el noi rebel i idealista dona pas a un jove realista que reconeix com a veritat la inutilitat de la violència. .
Quan Behan es va convertir en un autor de fama internacional a principis dels anys 60, i a partir de la representació de la seva obra The Hostage a Broadway, va passar molt de temps als Estats Units d'Amèrica. Allà tingué una intensa vida social, protagonitzà arrestos i avalots i conegué personalitats del món cultural i literari com Bob Dylan, Allen Ginsberg, Jackie Gleason, Norman Mailer, Harpo Marx, Arthur Miller Tennessee Williams i altres. Però amb el creixent problema d'alcoholisme, la seva salut i activitat literària es deterioraren..
La seva fama el va menar a passejar el seu alcoholisme pels platons de les televisions, convertint-se en una caricatura del borratxo irlandès. El públic volia veure al noi dolent, iconoclasta i genial. Tanmateix, la seva salut se'n va ressentir i va començar a sofrir comes diabètics. Els seus últims llibres Brendan Behan's Island i Brendan Behan's New York, de 1962 i 1964 respectivament, ja no tingueren el reconeixement literari dels anteriors .
La seva família, la seva dona Beatrice, amb la qual es va casar el 1955, i la seva filla Blanaid, nascuda el 1963, no va poder impedir que continués avançant cap a l'abisme etílic. El 20 de març de 1964, als 41 anys, Brendan Behan moria a l'hospital Meath, a Dublín. Va ser enterrat al Cementiri de Glasnevin, on va rebre honors per part de l'IRA.
El seu funeral va ser descrit per diversos diaris com el funeral irlandès més gran de tots els temps després dels de Michael Collins i Charles Stewart Parnell.

## Idees polítiques
El pare de Behan, Stephen, havia lluitat a la Guerra d'Independència d'Irlanda i va transmetre el seu amor per la literatura i la lectura als seus fills. La seva mare Kathleen (membre del Cumann na mBan) era igual de llegida i culta, amb un gran coneixement de cançons, i es va mantenir políticament activa durant tota la seva vida.
Identificat com a republicà, va militar de jove a Na Fianna Éireann, començà a col·laborar a la revista de l'organització juvenil des dels dotze anys i més tard, amb 16 anys, ingressà a l'Exèrcit Republicà Irlandès. Brendan Behan també es va considerar durant tota la vida com a socialista,. A "Borstal Boy", la seva obra personal que retrata el món de la primera joventut, recorda el seu "discurs des del moll" en què va declarar no només la independència d'Irlanda sinó una "República obrera". Behan mostrà afinitat amb partrits d'esquerra. Per exemple, va pintar els locals del Partit Comunista irlandès de manera gratuïta i el 1954 Behan va signar els papers de nominació electoral de Michael O'Riordan,  que es va presentar a les eleccions generals d'aquell any. Els clergues d'Irlanda van denunciar el candidat i van amenaçar qualsevol que votés per O'Riordan de cometre un pecat mortal. Amb el seu humor inimitable, Behan va animar O'Riordan quan va rebre poc menys de 300 vots, dient: "Ben fet pels 295 pecadors mortals!". L'escriptor Desmond Greaves explicà que "els treballadors en vaga sempre podien aconseguir unes quantes lliures pels seus fons, i va contribuir econòmicament al suport de moltes bones causes, tant socialistes com republicanes". Encara que mai no va ser membre del Partit, com la seva mare o el seu germà, Behan afirmava ser catòlic i comunista, i va dir en broma: "Sóc comunista de dia i catòlic tan bon punt es fa fosc!".
Destacà pel seu compromís amb el moviment per la llengua gaèlica: En el seus escrits en irlandès, Behan ataca al conservadorisme dels buròcrates de classe mitjana en limitar la llengua viva dels desposseïts de les zones de Gaeltacht assumint una "superioritat" artificial. Altres escriptors de llengua irlandesa com el seu contemporani Máirtín Ó Cadhain, o més tard Tomás Mac Síomóin, també destaquen aquesta limitació i control administratiu de la llengua. Tot i que Behan no ho va articular amb tantes paraules, expressa en el seu escrit una visió d'un renaixement de la llengua irlandesa que era oposada al segrest de la llengua per part de l'oficialisme de classe mitjana. Una part d'aquesta lluita per recuperar l'idioma va ser el moviment per treure el festival cultural irlandès, Oireachtas na Gaeilge, fora de Dublín i celebrar-lo a les zones vives de parla irlandesa del Gaeltachtaí.
Per sobre de tot, l'objectiu de Behan era una República Irlandesa unida, que serviria els interessos de molts, no d'uns pocs. Els seu posicionament polític compromès li va suposar ser mal vist per l'establishment literari i polític irlandès.

## Influència en la cultura popular
Behan s'esmenta amb freqüència en obres de cultura popular. El seu treball ha tingut una influència significativa en els escrits de Shane MacGowan, i és el protagonista de la cançó Streams of Whisky,  de The Pogues, també apareix a Thousands Are Sailing r. Behan també es fa referència a "Jar Song" de Damien Dempsey. La versió de Behan de la tercera estrofa de The Internationale, de Borstal Boy, es va reproduir a la portada de l'LP de l'àlbum debut de Dexys Midnight Runners, Searching for the Young Soul Rebels.
Va ser nomenat pel lloc web dels Estats Units Irish Central com un dels més grans escriptors irlandesos de tots els temps.
La cançó de la presó de Behan, The Auld Triangle (que va aparèixer a la seva obra The Quare Fellow, terme usat en l'argot de la presó per a un presoner condemnat a ser penjat), s'ha convertit en un estàndard i ha estat gravada en nombroses ocasions per músics folk i bandes populars com The Pogues, The Dubliners, Dropkick Murphys i The Doug Anthony All Stars. Behan també es fa referència a la línia inicial de la cançó de Mountain Goats Commandante, on el narrador proclama que "beurà més whisky que Brendan Behan".
Poemes de Behan de la seva obra The Hostage, On the Eighteenth Day of November i The Laughing Boy van ser traduïts i publicats al suec i al grec, i s'inclogeuren al disc νας όμηρος (L'ostatge) de Maria Faranduri i Mikos Theodorakis.
El 2011 es va estrenar a Nova York l'obra teatral Brendan at the Chelsea, de la seva neboda Janet Behan.
La cançó Mountjoy del cantant i compositor Morrissey, de 2014, parla de Brendan Behan.

## Obra literària

### Teatre
- The Quare Fellow (1954)Escultura de Brendan Behan a l'An Chanáil Ríoga de Dublín

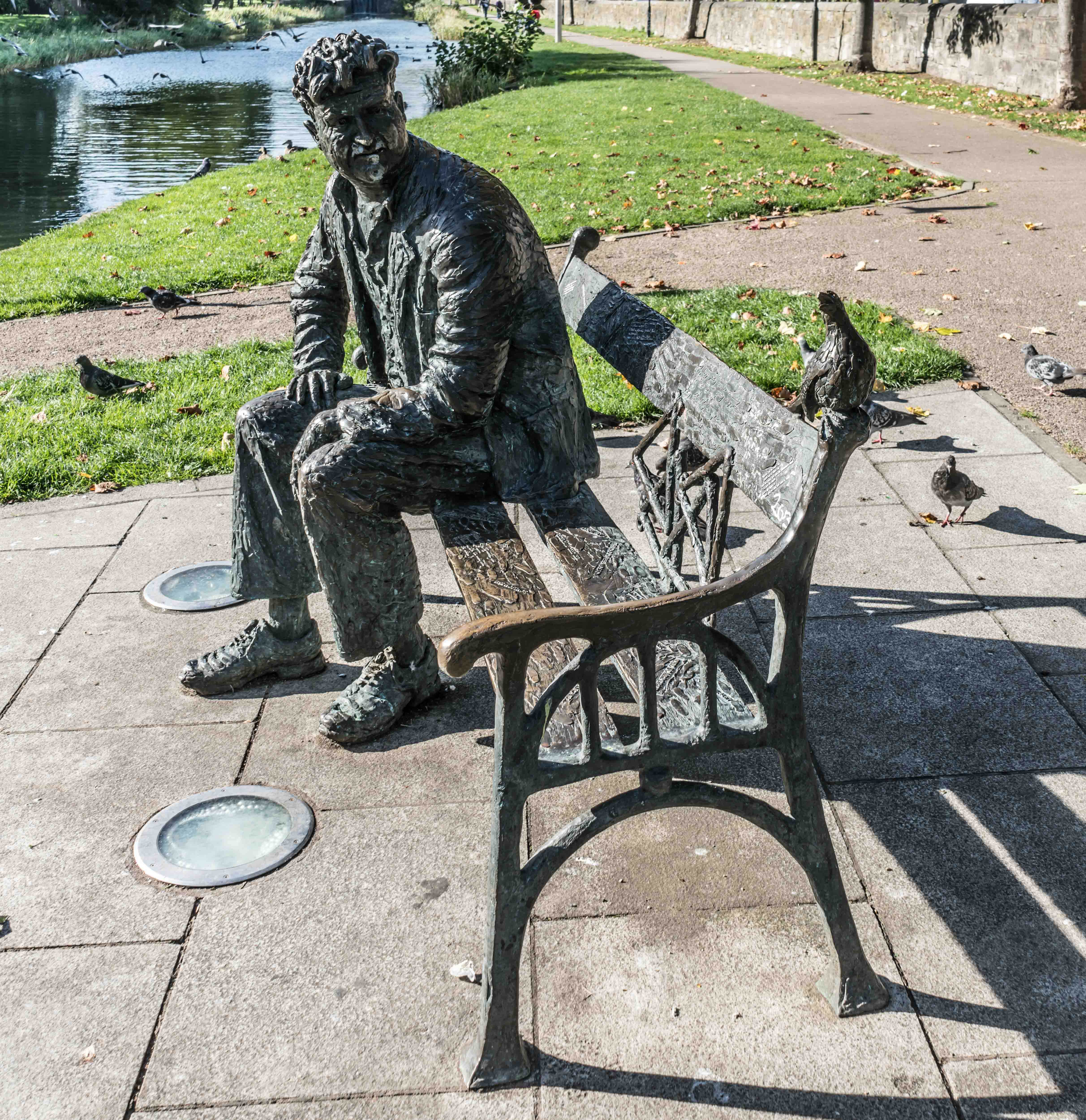
Escultura de Brendan Behan a lAn Chanáil Ríoga de Dublín

- An Giall (1958), The Hostage (1958)
- Richard's Cork Leg
- Moving Out
- A Garden Party
- The Big House

### Narrativa
- Borstal Boy (1958)
- Brendan Behan's Island (1962)
- Hold Your Hour and Have Another (1963)
- Brendan Behan's New York (1964)
- Confessions of an Irish Rebel (1965)

### Cançons
- «The Auld Triangle»
- «The Captain and the Kings»

### Biografies
- Brendan Behan – A Life de Michael O'Sullivan
- My Brother Brendan de Dominic Behan
- Brendan Behan de Ulick O'Connor
- The Brothers Behan de Brian Behan
- With Brendan Behan de Peter Arthurs
- The Crazy Life of Brendan Behan: The Rise and Fall of Dublin's Laughing Boy de Frank Gray
- My Life with Brendan de Beatrice Behan
- Brendan Behan, Man and Showman de Rae Jeffs